# Det Fynske Kunstakademi
Det Fynske Kunstakademi er en selvejende statsanerkendt og -støttet uddannelsesinstitution beliggende i Odense på adressen Jernbanegade 13 i øvrigt Danmarks ældste kunstbygning opført i 1883, som tidligere husede Brandts13 og Fyens Kunstmuseum. Indtil sommeren 2018 havde akademiet til huse i Brandts-komplekset i det centrale Odense.
Det Fynske Kunstakademi, der blev grundlagt i 1944, tilbyder en 5-årig videregående billedkunstnerisk uddannelse.
Akademiet modtager støtte fra Odense Kommune og fra staten; siden 1988 har institutionen været på Finansloven.
Akademiet ledes af en bestyrelse, der i år 2020 er sammensat af følgende medlemmer: Kurt Klaudi Klausen, formand og Professor, Institut for Statskundskab ved Syddansk Universitet; Eva Fatum, næstformand, udpeget af Odense Byråd; Poul W. Falck, økonom, udpeget af Odense Byråd; Lasse Marker, partner i konsulentbureauet Rasmussen & Marker; Barbara Læssøe Stephensen, retoriker, debatør og foredragsholder; Pernille Kapper Williams, billedkunstner, udpeget af Akademirådet; Sofie Thorsen, lektor i billedkunst ved Det Fynske Kunstakademi og medarbejderrepræsentant; Mikkel Carl, lektor i billedkunst og udstillingspraksis ved Det Fynske Kunstakademi samt medarbejderrepræsentant; Anna Elisabeth Dupont Hansen, studenterrepræsentant
Akademiet lægger lokaler til kulturelle arrangementer såsom Odense Architecture Festival og udstillinger

## Rektorer
- 1992-1999: Jes Fomsgaard Arkiveret 1. februar 2020 hos  Wayback Machine
- 1999-2005: Søren Jensen
- 2005-2009: Sanne Kofod Olsen
- 2009-2012:  Merete Jankowski[2]
- 2013-2015: Stine Hebert[3]
- 2015-2016: konstitueret rektor Kristine Kemp
- 2016-nu: Lars Bent Petersen